# Zahlé
Zahlé, auch Zahla oder Zahleh, arabisch زحلة Zahla, DMG Zaḥla; ist die Hauptstadt des Gouvernements Bekaa im Libanon. Die gut  150.000 Einwohner sind fast ausschließlich christlichen Glaubens.

## Lage
Zahlé liegt etwa 52 Kilometer östlich von Beirut und 7 Kilometer nördlich von Chtaura, dem Abzweig an der Straße von Beirut nach Damaskus, am Osthang des Dschebel Sannin. Dieser begrenzt die Bekaa-Ebene im Westen. Die Stadt wird vom Fluss Bardaouni durchquert.

## Klima
Das Klima in Zahlé unterscheidet sich sehr von dem an der libanesischen Küste: es ist trocken und mild bis heiß im Sommer und kalt bis sehr kalt, einschließlich Schneefall und Frost, im Winter. Dieses Klima hat die Stadt einerseits einer Höhe von 1010 Metern über dem Meeresspiegel, andererseits der Abtrennung von der Küstenregion durch das Gebirge zu verdanken.

## Tourismus
Am nördlichen Ende der Stadt befindet sich das Wadi El-Aarayesh („Tal des Weins“), wo man zu beiden Seiten des Bardaouni in typischen Restaurants libanesische Küche genießen kann – insbesondere die Mezzé oder Meza, die typischen Vorspeisenteller. Dazu wird typischerweise das alkoholische Anisgetränk Arak genossen.
In und um Zahlé werden hervorragender Wein und Arak hergestellt. Besonders sehenswert sind die Weinkeller im Vorort Ksara (→ Château Ksara). Von Zahlé aus ist man in ca. 30 Minuten in der Stadt Baalbek mit ihren bedeutenden römischen Monumenten.
Die Stadt Anjar mit ihren arabischen Monumenten ist ca. 15–20 Minuten entfernt.

## Bedeutung des Namens
Über den Ursprung des Namens wird spekuliert. Die plausibelste Theorie besagt, dass sich der Name von dem arabischen Wort zahala ableitet, was gleiten oder rutschen bedeutet. Tatsächlich finden in der Gegend der Stadt gelegentlich Erdrutsche statt, die den Ursprung für die Namensgebung gewesen sein könnten.

## Persönlichkeiten
- Gregorios Ata (1815–1899), melkitisch-katholischer Erzbischof in Syrien, Kirchenhistoriker, 1870 Konzilsvater auf dem I. Vatikanum.
- Joseph-Marie Raya (1916–2005), Erzbischof
- Odette Eid (1922–2019), libanesisch-brasilianische Bildhauerin
- Georges Skandar (1927–2018), maronitischer Bischof von Zahlé
- Youhanna Fouad El-Hage (1939–2005), Erzbischof
- Joseph Abdel-Jalil Chami (* 1959), syrisch-katholischer Erzbischof von Hasaka-Nisibi
- George Bouchikian (* 1965), Journalist
- Najwa Karam (* 1966), Sängerin
- Isabel Bayrakdarian (* 1974), armenisch-kanadische Opernsängerin
- Fady Maalouf (* 1979), deutsch-libanesischer Sänger, 2008 Finalist bei Deutschland sucht den Superstar